# Proleague

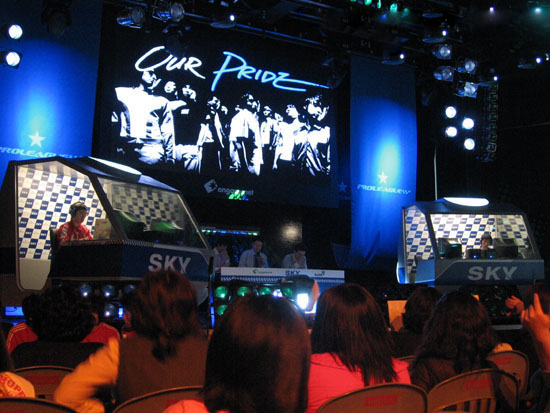
Spiel während der SKY Proleague 2006

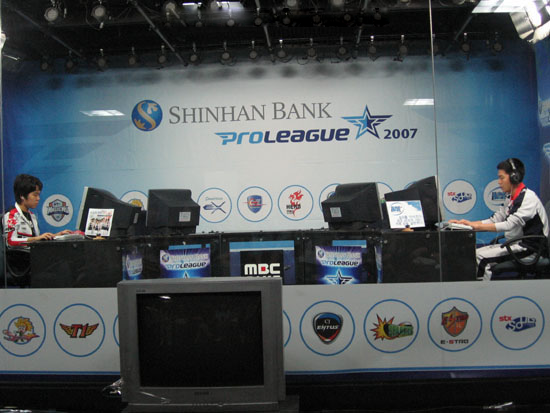
Spiel während der Shinhan Bank Proleague 2007

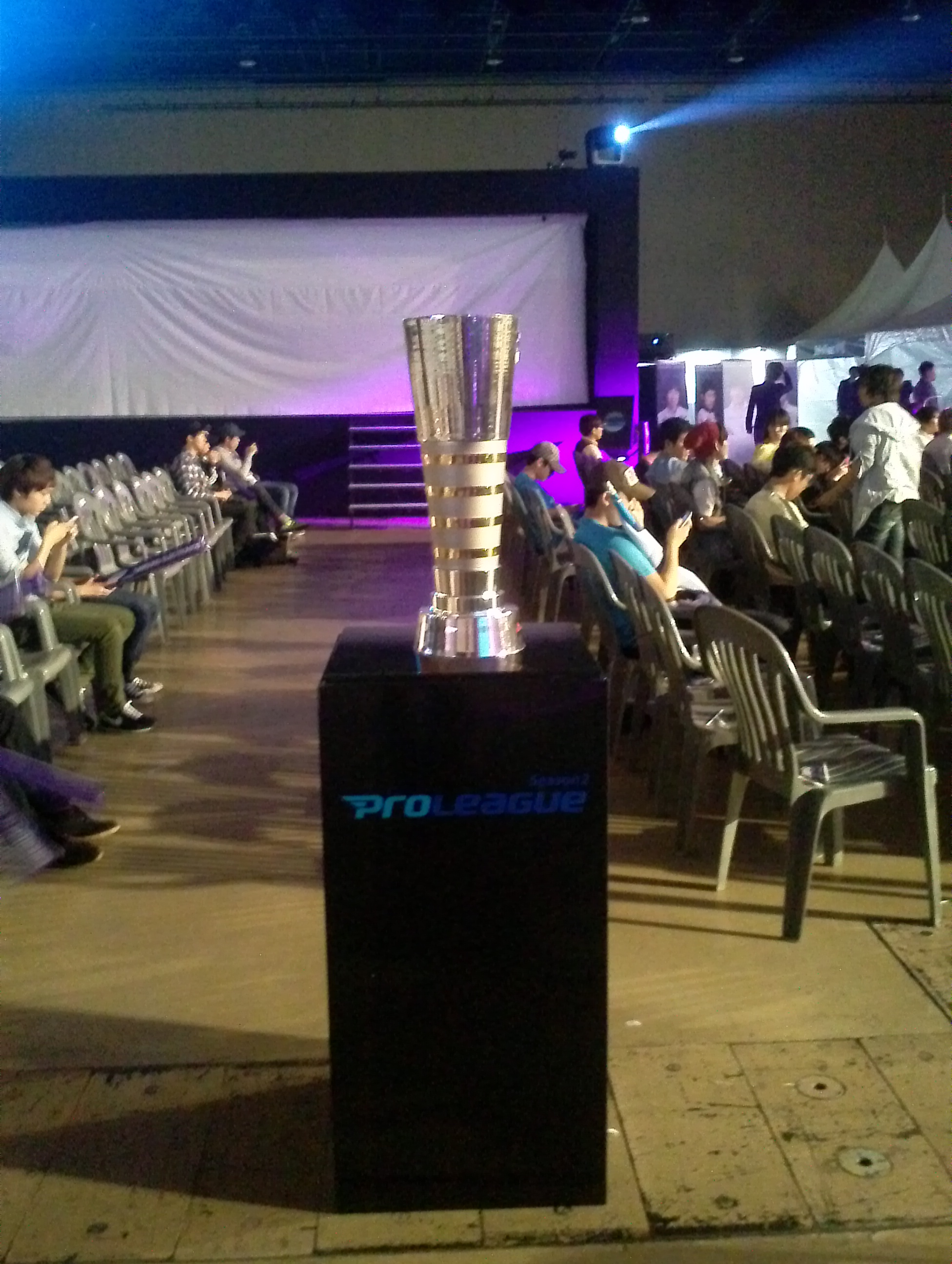
Proleague-Trophäe (2012)

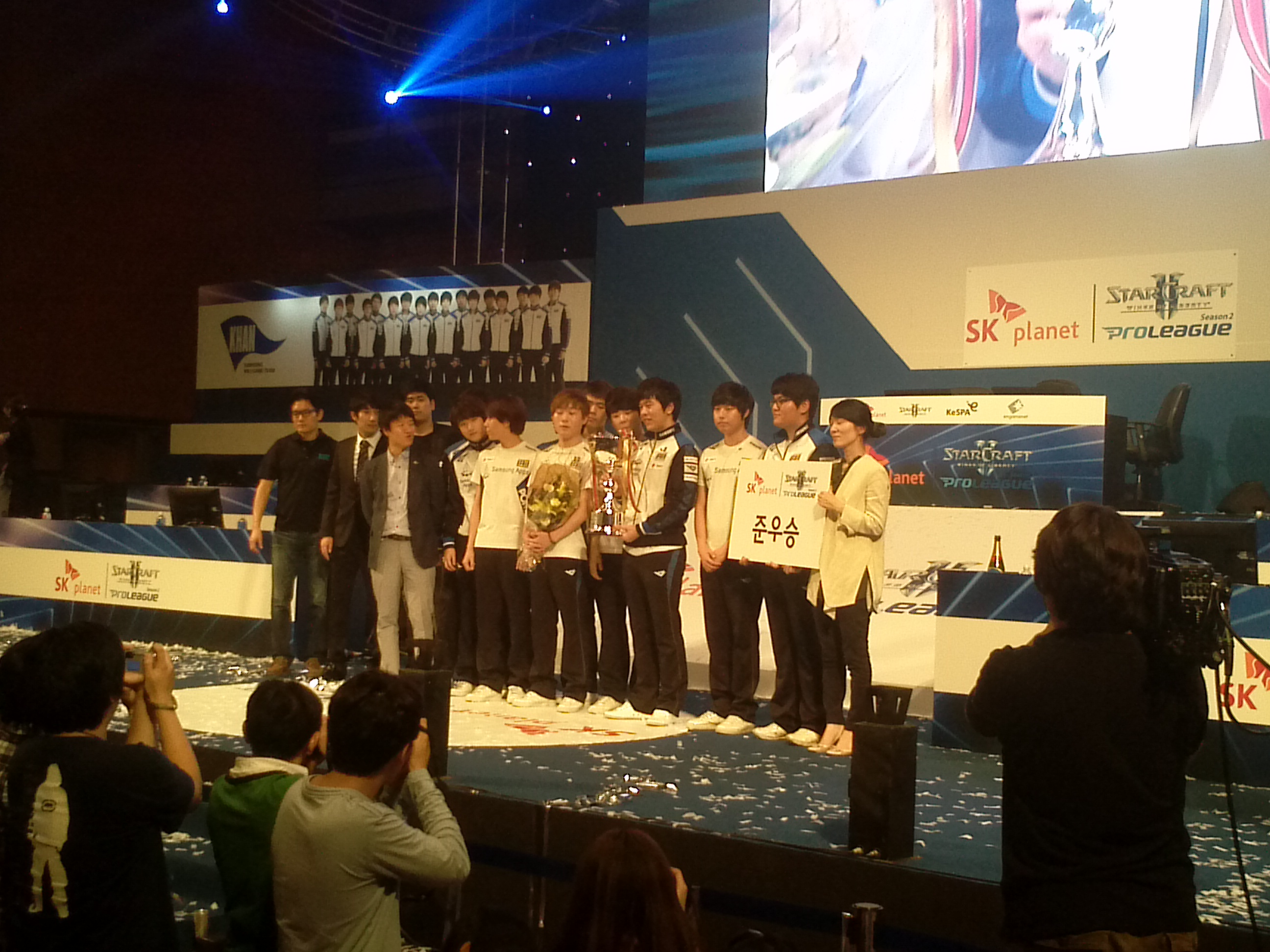
Samsung KHAN nach dem Finale der Proleague 2012

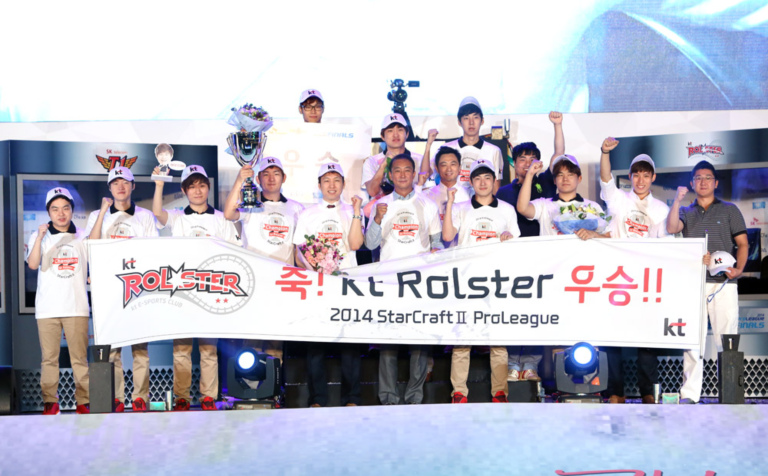
KT Rolster nach dem Gewinn der Proleague 2014

Die Proleague (Hangeul: 프로리그) ist eine ehemalige südkoreanische E-Sport-Liga für das Computerspiel StarCraft sowie den Nachfolger Starcraft II. 

## Geschichte
StarCraft: Brood War wurde Anfang der 2000er Jahre zum mit Abstand populärsten E-Sport in Südkorea. Neben den Einzelturnieren OSL (seit 2000 auf dem Fernsehsender OnGameNet) und MSL (seit 2003 auf dem Fernsehsender MBCGame) wurden 2003 von beiden Sendern Teamligen ins Leben gerufen. Ab 2005 einigten sich beide Sender in Kooperation mit der KeSPA auf die Austragung einer gemeinsamen großen Teamliga. Das Teilnehmerfeld bestand zunächst aus elf professionellen Teams, hinter denen zum Teil große Konzerne wie Samsung oder SK Telecom stehen. 
Das Finale der ersten vereinigten Proleague 2005 fand vor über 100.000 Zuschauern am Gwangalli Strand in Busan statt. Dort duellierten sich die Teams der beiden größten Telekommunikationsanbieter Südkoreas SK Telecom (SK Telecom T1) und Korea Telecom (KTF MagicNs), wobei SKT T1 das Finale mit 4:1 für sich entschied. Das Finale 2006 in Seoul lockte 50.000 Zuschauer an.
Die südkoreanische Luftwaffe unterhielt ab 2007 ebenfalls eine Mannschaft, in der die Spieler nach Abschluss der Grundausbildung ihre Wehrpflicht ableisten konnten. In Folge des KeSPA-Skandals stellten einige Konzerne ihre Unterstützung ein, sodass die Anzahl der Teams ab 2011 auf acht sank.
2012 wechselte die Proleague von Starcraft auf den 2010 erschienenen Nachfolger Starcraft II. Bis Ende des Jahres existierte die Proleague als Hybrid-Liga, in der Starcraft und Starcraft II gleichzeitig gespielt wurden, seitdem als reine Starcraft II-Liga. In der Saison 2012–2013 war mit EG-Liquid zum ersten Mal ein nicht koreanisches Team vertreten. EG-Liquid ist eine Zusammensetzung aus Spielern der Teams Evil Geniuses und Team Liquid.
Im Oktober 2016 wurde bekanntgegeben, dass die Proleague fortan nicht mehr ausgetragen wird. Als Gründe wurden mangelndes Interesse von Zuschauern und Sponsoren genannt.

## Modus
Pro Jahr wurde in der Regel eine Saison ausgetragen. Der Modus in der Proleague wurde mehrfach geändert, in Brood War bestand ein Match in der Regel aus vier Begegnungen, dreimal eins-gegen-eins und einmal zwei-gegen-zwei, wobei die Ansetzungen im Vorfeld bekannt waren. Bei einem Gleichstand kam es zu einem Entscheidungsspiel (Ace Match), für das beide Mannschaften spontan einen Spieler bestimmten. Das zwei-gegen-zwei wurde später abgeschafft. 
Teilweise kam auch ein alternativer Modus zur Anwendung, bei dem ein siegreicher Spieler solange weiterspielen konnte, bis er von einem gegnerischen Spieler besiegt wird (Winners League Format). Gelang es einem Spieler in diesem Format alle Spiele für sein Team zu gewinnen wurde dies auch All-Kill genannt.
Auch der grundsätzliche Ablauf einer Proleague-Saison wurde mehrfach verändert. In der Regel gab es mehrere Runden, die jeweils etwa ein bis zwei Monate dauerten und zum Abschluss der Saison Playoffs um den Gesamtsieger zu küren.

## Ergebnisse
| Jahr                                        | Kanal                | Name                         | Preisgeld            | Gesamtsieger         | Finalist             |                      |                      |                      |
| StarCraft: Brood War                        | StarCraft: Brood War | StarCraft: Brood War         | StarCraft: Brood War | StarCraft: Brood War | StarCraft: Brood War | StarCraft: Brood War | StarCraft: Brood War | StarCraft: Brood War |
| ------------------------------------------- | -------------------- | ---------------------------- | -------------------- | -------------------- | -------------------- | -------------------- | -------------------- | -------------------- |
| 2005                                        | OGN/MBC              | SKY Proleague                | ₩ 300,000,000        | SK Telecom T1        | KTF MagicNs          |                      |                      |                      |
| 2006                                        | OGN/MBC              | SKY Proleague                | ₩ 500,000,000        | MBCGame Hero         | SK Telecom T1        |                      |                      |                      |
| 2007                                        | OGN/MBC              | Shinhan Bank Proleague       | unbekannt            | Lecaf Oz             | Samsung KHAN         |                      |                      |                      |
| 2008                                        | OGN/MBC              | Shinhan Bank Proleague       | unbekannt            | Samsung KHAN         | hite SPARKYZ         |                      |                      |                      |
| 2008–09                                     | OGN/MBC              | Shinhan Bank Proleague       | unbekannt            | SK Telecom T1        | Hwaseung OZ          |                      |                      |                      |
| 2009–10                                     | OGN/MBC              | Shinhan Bank Proleague       | unbekannt            | KT Rolster           | SK Telecom T1        |                      |                      |                      |
| 2010–11                                     | OGN/MBC              | Shinhan Bank Proleague       | unbekannt            | KT Rolster           | SK Telecom T1        |                      |                      |                      |
| 2011–12                                     | OGN                  | SK Planet Proleague Season 1 | unbekannt            | SK Telecom T1        | KT Rolster           |                      |                      |                      |
| StarCraft:Brood War/StarCraft II Hybridliga |                      |                              |                      |                      |                      |                      |                      |                      |
| 2011–12                                     | OGN                  | SK Planet Proleague Season 2 | ₩ 100,000,000        | CJ Entus             | Samsung KHAN         |                      |                      |                      |
| StarCraft II                                |                      |                              |                      |                      |                      |                      |                      |                      |
| 2012–13                                     | OGN                  | SK Planet Proleague          | ₩ 300,000,000        | STX SouL             | Woongjin Stars       |                      |                      |                      |
| 2014                                        | SPOTV                | SK Planet Proleague          | ₩ 161,000,000        | KT Rolster           | SK Telecom T1        |                      |                      |                      |
| 2015                                        | SPOTV                | SK Planet Proleague          | ₩ 161,000,000        | SK Telecom T1        | Jin Air Green Wings  |                      |                      |                      |
| 2016                                        | SPOTV                | SK Planet Proleague          | ₩ 161,000,000        | Jin Air Green Wings  | KT Rolster           |                      |                      |                      |

## Team Übersicht
Im Laufe der Zeit gab es immer wieder Namensänderungen, Auflösungen und Neugründungen von Teams. Die folgende Tabelle gibt einen Überblick über die teilnehmenden Teams im Laufe der Zeit:
| letzter Teamname    | 2005             | 2006             | 2007          | 2008           | 2008–09        | 2009–10        | 2010–11        | 2011–12 Season 1 | 2011–12 Season 2 | 2012–13        | 2014               | 2015               | 2016               |
| ------------------- | ---------------- | ---------------- | ------------- | -------------- | -------------- | -------------- | -------------- | ---------------- | ---------------- | -------------- | ------------------ | ------------------ | ------------------ |
| Afreeca Freecs      |                  |                  |               |                |                |                |                |                  |                  |                |                    | ST-SBENU           | Afreeca Freecs     |
| Air Force ACE       |                  |                  | Air Force ACE | Air Force ACE  | Air Force ACE  | Air Force ACE  | Air Force ACE  | Air Force ACE    | Air Force ACE    |                |                    |                    |                    |
| CJ Entus            | Greatest One     | CJ Entus         | CJ Entus      | CJ Entus       | CJ Entus       | CJ Entus       | CJ Entus       | CJ Entus         | CJ Entus         | CJ Entus       | CJ Entus           | CJ Entus           | CJ Entus           |
| eSTRO               | eNature Top Team | eNature Top Team | eSTRO         | eSTRO          | eSTRO          | eSTRO          |                |                  |                  |                |                    |                    |                    |
| hite SPARKYZ        | KOR              | KOR              | hite SPARKYZ  | hite SPARKYZ   | hite SPARKYZ   | hite SPARKYZ   |                |                  |                  |                |                    |                    |                    |
| Hwaseung OZ         | Plus             | Lecaf OZ         | Lecaf OZ      | Hwaseung OZ    | Hwaseung OZ    | Hwaseung OZ    | Hwaseung OZ    |                  |                  |                |                    |                    |                    |
| Incredible Miracle  |                  |                  |               |                |                |                |                |                  |                  |                | IM                 |                    |                    |
| Jin Air Green Wings |                  |                  |               |                |                |                |                | 8th Team         | 8th Team         | 8th Team       | Jin Air Greenwings | Jin Air Greenwings | Jin Air Greenwings |
| KT Rolster          | KTF MagicNs      | KTF MagicNs      | KTF MagicNs   | KTF MagicNs    | KTF MagicNs    | KT Rolster     | KT Rolster     | KT Rolster       | KT Rolster       | KT Rolster     | KT Rolster         | KT Rolster         | KT Rolster         |
| Liquid-EG           |                  |                  |               |                |                |                |                |                  |                  | Liquid-EG      |                    |                    |                    |
| MBCGame HERO        | Egosys POS       | MBCGame HERO     | MBCGame HERO  | MBCGame HERO   | MBCGame HERO   | MBCGame HERO   | MBCGame HERO   |                  |                  |                |                    |                    |                    |
| MVP                 |                  |                  |               |                |                |                |                |                  |                  |                | MVP                | MVP                | MVP                |
| Prime               |                  |                  |               |                |                |                |                |                  |                  |                | Prime              | Prime              |                    |
| Samsung Galaxy      | Samsung KHAN     | Samsung KHAN     | Samsung KHAN  | Samsung KHAN   | Samsung KHAN   | Samsung KHAN   | Samsung KHAN   | Samsung KHAN     | Samsung KHAN     | Samsung KHAN   | Samsung Galaxy     | Samsung Galaxy     | Samsung Galaxy     |
| SK Telecom T1       | SK Telecom T1    | SK Telecom T1    | SK Telecom T1 | SK Telecom T1  | SK Telecom T1  | SK Telecom T1  | SK Telecom T1  | SK Telecom T1    | SK Telecom T1    | SK Telecom T1  | SK Telecom T1      | SK Telecom T1      | SK Telecom T1      |
| STX SouL            | STX SouL         | STX SouL         | STX SouL      | STX SouL       | STX SouL       | STX SouL       | STX SouL       | STX SouL         | STX SouL         | STX SouL       |                    |                    |                    |
| WeMade FOX          | P&C Curriors     | Pantech EX       | Pantech EX    | WeMade FOX     | WeMade FOX     | WeMade FOX     | WeMade FOX     |                  |                  |                |                    |                    |                    |
| Woongjin Stars      | Hanbit Stars     | Hanbit Stars     | Hanbit Stars  | Woongjin Stars | Woongjin Stars | Woongjin Stars | Woongjin Stars | Woongjin Stars   | Woongjin Stars   | Woongjin Stars |                    |                    |                    |